# Daniel Méndez
Daniel Alejandro Méndez Noreña (Bogotá, 2 de junio de 2000) es un ciclista profesional colombiano. Desde 2025 corre para el equipo colombiano Orgullo Paisa de categoría Continental.

## Biografía
Se inició en el ciclismo en la categoría prejuvenil de la Fundación Esteban Chaves, luego de unos años pasó a integrar el equipo sub-23 colombiano el Team AV Villas donde participó en algunas competencias juveniles y amateur del país.

## Palmarés
No tiene todavía victorias profesionales.

## Equipos
- Equipo Kern Pharma[2] (2020-2022)
- EPM-Scott (2023)
- NU Colombia (2024)
- Orgullo Paisa (2025-)